# Ichthyodes loriai
Ichthyodes loriai là một loài bọ cánh cứng trong họ Cerambycidae.